# مظفار

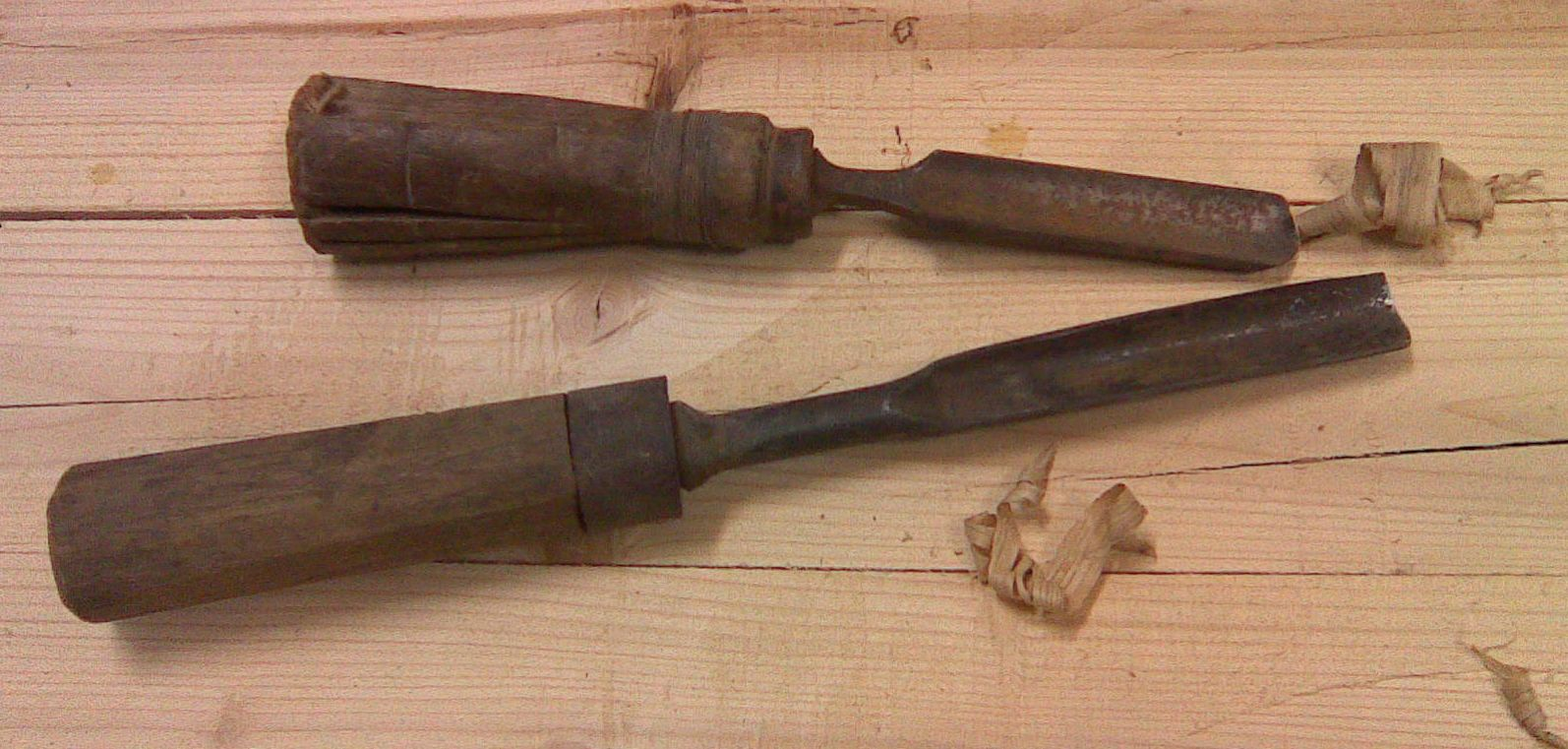
مظفار قديم

المِظفار أو إزميل ظفر هو إزميل ذو نصل مقعر على شكل نصف قناة. تستخدم هذه الأداة في فن حفر الخشب أو فن نحت الحجر ولمساعدة الحداد في عمله بنحت الأجزاء المقعرة أو المحدبة وإنشاء خطوط أو دوائر ونحت القوالب وخراطة الخشب.